# Emma Fink
Emma Fink (* 24. Juli 1913; † 15. August 2004 in München) war eine deutsche Chemikerin. Sie war von 1967 bis 1978 Richterin am Bundespatentgericht in München.

## Beruflicher Werdegang
Emma Fink promovierte nach ihrem universitären Abschluss als Diplomchemikerin zur Dr. rer. nat. Vor der Berufung als Richterin an das Bundespatentgericht am 14. April 1967 war sie Oberregierungsrätin.
1978 trat sie in den Ruhestand.